# إجراء ستريتا
ستريتا (بالإنجليزية: Stretta)‏ هو إجراءٌ طبي قليل التوغل يعتمد على التنظير يستعمل لعلاج الارتجاع المعدي المريئي (GERD)، ويتم بنقل طاقة ذات تردد راديوي في شكل موجات كهرومغناطيسية بواسطة اقطاب كهربائي يقع نهاية قثطار إلى المصرة المريئية السفلية وفؤاد المعدة - منطقة المعدة اسفل المصرة المرئية السفلية. تعمل الطاقة على تسخين الأنسجة، مما يؤدي في النهاية إلى تضخمها وتيبسها ؛ لم يتم فهم الطريقة التي يعمل بها هذا اعتبارًا من عام 2015، ولكن كان يُعتقد أن الحرارة ربما تسبب التهابًا موضعيًا وترسب الكولاجين وسماكة العضلات في LES وقد تؤدي إلى تعطيل الأعصاب هناك.
فعاليته النسبية مثيرة للجدل، حيث أوصت الكلية الأمريكية لأمراض الجهاز الهضمي بعدم استخدامه في عام 2013، وفي نفس العام أعطته جمعية جراحي الجهاز الهضمي والجراحة التنظيرية الأمريكية (SAGES) توصية قوية للأشخاص الذين يرفضون إجراء عملية تثنية قاع البطن بالمنظار، والتي تتضمن عمل شقوق في الجذع ولف جزء من المعدة حول قاعدة المريء والتي تعتبر المعيار الذهبي للفعالية. في عام 2015، أشارت المبادئ التوجيهية للجمعية الأمريكية لتنظير الجهاز الهضمي إلى أن جودة الأدلة كانت منخفضة بالنسبة إلى علاج ستريتا والعلاجات الأخرى المتاحة بالمنظار للارتجاع المعدي المريئي ( تثنية القاع بدون شق عبر الفم ) ودعت إلى إجراء بحث أفضل ؛ واقترحت النظر في العلاجات بالمنظار لارتجاع المريء.